# Papirus 35
Papirus 35 (według numeracji Gregory-Aland), ε 14 (von Soden), oznaczany symbolem {\displaystyle {\mathfrak {P}}^{35}} – grecki rękopis Nowego Testamentu, spisany w formie kodeksu na papirusie. Paleograficznie datowany jest na III wiek. Zawiera fragmenty Ewangelii Mateusza.

## Opis
Zachowały się jedynie fragmenty kodeksu z tekstem Ewangelii Mateusza 25,12-15.20-23. Oryginalne karty miały rozmiar 26 na 15 cm, tekst pisany w jednej kolumnie na stronę, 30 linijek w kolumnie. Nomina sacra pisane były skrótami.

## Tekst
Tekst grecki rękopisu reprezentuje tekst aleksandryjski, Kurt Aland zaklasyfikował go do kategorii I. Tekst jest niemal całkowicie zgodny z Kodeksem Watykańskim, bliski dla Kodeksu Synajskiego.

## Historia
Fragmenty rękopisu odkryto w Fajum. Tekst rękopisu opublikowany został przez Ermenegildo Pistelli w 1912 roku, następnie przez Schofielda. Ernst von Dobschütz umieścił go na liście rękopisów Nowego Testamentu, w grupie papirusów, dając mu numer 35.
Początkowo rękopis datowany był na wiek VII (Pistelli). Aland redatował go na wiek IV, natomiast Roberts i Skeat na III wiek. Za III wiekiem opowiedział się paleograf Philip Comfort w 2001 roku. Styl pisma jest bliski dla {\displaystyle {\mathfrak {P}}^{40}}, który początkowo datowany był na koniec VI wieku, a później został redatowany do III wieku.
Obecnie przechowywany jest w Bibliotece Laurenziana (PSI 1), we Florencji.